# Paisjusz (Arawandinos)
Paisjusz, imię świeckie Panagiotis Arawandinos (ur. 1944 w Leksuri) – grecki duchowny prawosławny w jurysdykcji Patriarchatu Konstantynopola, od 2005 metropolita Leros, Kalimnos i Astipalei.

## Życiorys
10 lutego 1967 przyjął święcenia diakonatu, a 28 czerwca 1981 prezbiteratu. 21 maja 2005 otrzymał chirotonię biskupią.